# Middlesex-Nord
Pour les articles homonymes, voir Middlesex.
Middlesex-Nord fut une circonscription électorale fédérale de l'Ontario, représentée de 1867 à 1917.
C'est l'Acte de l'Amérique du Nord britannique de 1867 qui créa le district électoral de Middlesex-Ouest. Le comté de Middlesex fut divisé en trois circonscriptions, soit Middlesex-Nord, Middlesex-Ouest et Middlesex-Est. Abolie en 1914, elle fut redistribuée parmi Middlesex-Est et Middlesex-Ouest.

## Géographie
En 1882, la circonscription de Middlesex-Nord comprenait:
- Une partie du comté de Middlesex
  - Les cantons de William Est, Williams Ouest, McGillivray, Biddulph et Stephen
  - Les villages de Ailsa Craig, Lucan, Exeter et Parkhill

## Députés
1. 1867-1876 — Thomas Scatcherd, PLC
2. 1876-1878 — Robert Colin Scatcherd, PLC
3. 1878-1891 — Timothy Coughlin, L-C
4. 1891-1896 — William Henry Hutchins, CON
5. 1896-1900 — Valentine Ratz, PLC
6. 1900-1904 — John Sherritt, CON
7. 1904-1908 — Valentine Ratz, PLC (2)
8. 1908-1911 — Alexander Wilson Smith, PLC
9. 1911-1917 — George Elliot, CON

- CON = Parti conservateur du Canada (ancien)
- PLC = Parti libéral du Canada